# Baldo Baldi
Baldo Baldi (* 19. Februar 1888 in Livorno; † 21. Dezember 1961 ebenda) war ein italienischer Fechter.

## Karriere
Baldo Baldi nahm an den Olympischen Spielen 1920 in Antwerpen in drei Disziplinen teil. Im Einzelwettbewerb mit dem Säbel belegte er den zwölften Rang. In der Mannschaftskonkurrenz des Säbelfechtens blieb er mit der italienischen Equipe ohne Niederlage und wurde gemeinsam mit Francesco Gargano, Aldo Nadi, Nedo Nadi, Oreste Puliti, Italo Santelli und Dino Urbani Olympiasieger. Baldi gehörte auch zum italienischen Aufgebot im Mannschaftswettbewerb mit dem Florett, mit der er ebenfalls ungeschlagen blieb. Zusammen mit Abelardo Olivier, Tommaso Costantino, Aldo Nadi, Nedo Nadi, Oreste Puliti, Pietro Speciale, Rodolfo Terlizzi gewann Baldi, der in der Vorrundenbegegnung gegen Großbritannien zum Einsatz kam, damit eine weitere Goldmedaille.